# لطفي الحكيم
لطفي الحكيم (3 سبتمبر 1901 - 11 أغسطس 1982) ممثل مصري.

## حياته ونشأته
من مواليد 3 سبتمبر 1901 بالفيوم، بدأت هوايته في التمثيل وهو ما زال طالبًا في المرحلة الثانوية، عمل في العديد من مسرحيات فرقة "رمسيس"، كما انضم إلى فرقة "فاطمة رشدي"، وعمل أيضًا في "الفرقة القومية" عام 1935، وعرف عنه حب العزلة.
كان واحد من الفنانين المهمشين والمغمورين الذين اشتهرت بعض أدوارهم، وانتشرت بعض كلماتهم التي قالوها في أعمالهم إنتشارًا كبيراً.
، والأغنية الطريفة «بندق وجوز ولوز» والتي قام بغنائها حسن كامل وفؤاد شفيق وحسن فايق في فيلم «انتصار الشباب».
اشترك في عدد كبير من الأفلام السينمائية بأدوار ثانوية، وشارك في الفيلم الأمريكي «وادي الملوك» الذي تم تصويره بمصر، وقام ببطولته روبرت تايلور وإيلينور باركر واشترك به أيضا عدد من الفنانين المصريين مثل سامية جمال ومحمود السباع. أدى دور المجنون في أكثر من فيلم مثل: «المليونير»، و«النصاب»، و«حب وجنون»، كما أدى دور العمدة في عدد كبير من الأفلام مثل: «بهية»، و«سر أبي»، و«كل بيت له راجل»، و«أبو الليل»، و«حسن ونعيمة»، و«دعاء الكروان»، و«المليونير الفقير»، و«علي بابا والأربعين حرامي»  و«ارحم حبي» وغيرها.
قدم لطفي الحكيم عملان إذاعيان تمثلا في مشاركته في مسلسل «شنطة حمزة» مع أمين الهنيدى وعبدالمنعم مدبولي، ومسلسل «بركة الست» مع تحية كاريوكا.

## التشابه بينه وبين يوسف وهبي
كان هناك تشابه كبير بين يوسف وهبي ولطفي الحكيم، وتسبب هذا التشابه في بعض المشاكل حيث طالبه ذات مرة شخصاً بمبلغ كان يوسف وهبي قد أقترضه، وأنكر لطفي الحكيم اقتراضه المبلغ مما دعى إلى قدوم عدد من الرجال إلى يوسف وهبي لإجباره على الدفع، كما أن بعض جمهور المشاهدين قد هاجم لطفي الحكيم بعد عرض مسرحي كما قال موقع الموجز: «تعرض لطفي الحكيم للضرب... في ثلاثينيات القرن 20 ذهب لطفي مع الفرق المتجولة في الصعيد لتمثيل عروض مسرحية... ولمدة 3 ليالي مثل لطفي في مسرحية» الجحيم«وكان الأهالي يقابلوه بالترحاب على انه يوسف وهبي»، واسترسل المقال مشيراً إلى مشاهد احتج وأعلن لباقي المشاهدين أن الممثل ليس يوسف بك، وانه عمل معه لفترة في كازينو في عماد الدين، وهاجم البعض لطفي الحكيم.

## أشهر الأفلام التي شارك فيها
شارك لطفي الحكيم في 132 عمل سينمائي كان من أشهرها: انتصار الشباب (1941) – شهداء الغرام (1942) - علي بابا والأربعين حرامي (1942) – رصاصة في القلب (1944) – سلامة (1945) – ملاك الرحمة (1946) – ظلموني الناس (1950) – المليونير (1950) – ماتقولش لحد (1952) – ريا وسكينة (1952) – الأستاذة فاطمة (1952) – دهب (1953) – موعد مع إبليس (1955) - عاشق الروح (1955) – الطريق المسدود (1957) – الفتوة (1957) – باب الحديد (1958) – دعاء الكروان (1959) - من اجل امرأة (1959) – حسن ونعيمة (1959) – اللص والكلاب (1962) – لوكنت رجلاً (1964).
توارى لطفي الحكيم عن الأنظار في آخر أيامه، وتوفى في 11 أغسطس 1982.

## وصلات خارجية
- لطفي الحكيم على موقع الدهليز
- لطفي الحكيم على موقع قاعدة بيانات الأفلام العربية

- لطفي الحكيم على موقع الموجز
- لطفي الحكيم على موقع دهليز
- لطفي الحكيم على موقع IMDB
- لطفي الحكيم على موقع الأيام
- لطفي الحكيم على موقع دهليز